# Moldoveanca, Fălești
Moldoveanca este un sat situat în vestul Republicii Moldova, în Raionul Fălești. Aparține administrativ de comuna Logofteni. La recensământul din 2004 avea o populație de 672 locuitori.